# Havok (公司)
Havok是間開發物理引擎的公司。于1998年成立，创始人为休·雷诺德（Hugh Reynolds）和斯蒂芬·科林斯博士（Dr. Steven Collins），两人都是都柏林三一学院大学计算机科学部门的教师。
Havok與多間公司或者電子遊戲商合作，Havok引擎可以應用在超過150款電子遊戲中。部分电影亦採用了Havok的物理的特效，例如海神号、黑客帝国和查理与巧克力工厂。
除了物理引擎外，Havok在GDC2009上展示了AI SDK，用來協助開發遊戲中的人工智能。
2007年9月14日，Intel宣佈收購Havok公司，Havok會成為前者的全资子公司。由於英特尔收購了Havok，前者顯然希望物理計算完全由CPU負責，所以由顯示卡加速Havok FX的開發似乎已經被取消。此後，NVIDIA亦收購了Havok的對手－AGEIA。
2015年10月2日，微軟向Intel以不公開的價格收購了Havok公司。